# Pruimenschorssnuitkever
De pruimenschorssnuitkever (Magdalis ruficornis) is een keversoort uit de familie van de snuitkevers (Curculionidae).

## Beschrijving
De pruimenschorssnuitkever heeft een dof zwart lichaam en is 2,5 tot 3 millimeter lang. De basis van de antennes is rood. De volwassen kevers eten in mei en juni aan de onderzijde van bladeren van Prunus-soorten. De larven ontwikkelen zich in uitgeknaagde holtes onder de schors van de waardboom. Ze maken echter geen tunnels.